# راس أبو عبود
راس أبو عبود هو حي يقع في بلدية الدوحة في قطر. هي منطقة صناعية تحتوي على محطات توليد الكهرباء وتحلية المياه.  تستوعب إحدى محطات الطاقة الرئيسية الثلاث التي تزود الكهرباء للبلاد بأكملها. 

## تاريخ
في عشرينيات القرن التاسع عشر، أجرى جورج بارنز بروكس أول مسح بريطاني للخليج العربي. وقد سجل الملاحظات حول راس أبو عبود.

## معالم
- راس أبو عبود للدفاع المدني.[4]
- الاتحاد القطري لتنس الطاولة.[4]

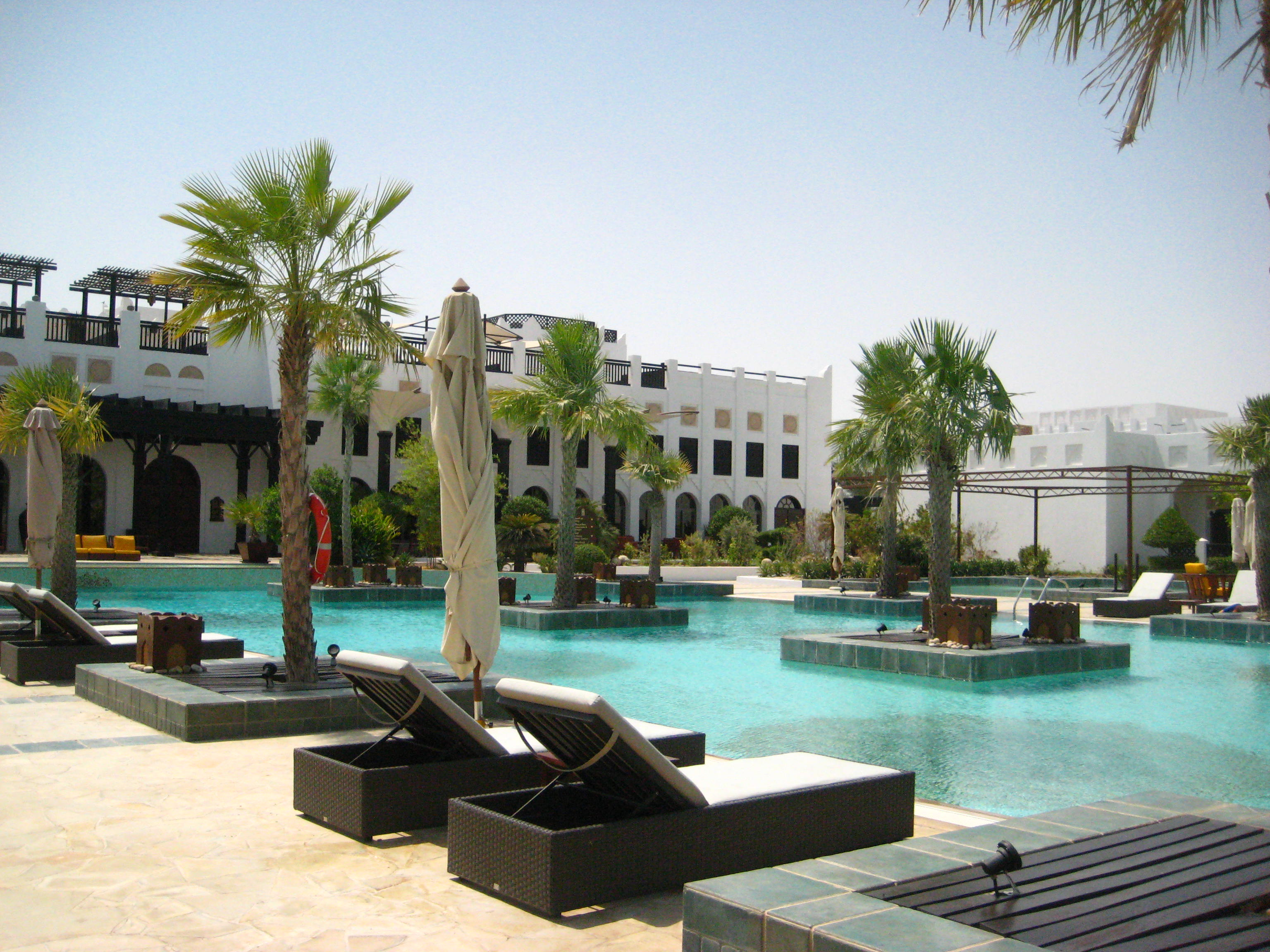
قرية ومنتجع شرق في رأس أبو عبود.

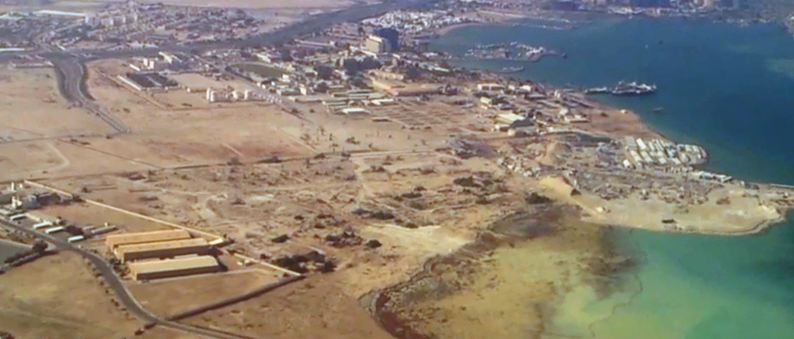
منظر جوي لرأس أبو عبود في عام 2015.

- نادي الدوحة للإبحار الشراعي في شارع راس أبو عبود.[4]
- قرية ومنتجع شرق في شارع راس أبو عبود.[4]
- فندق ماريوت في شارع راس أبو عبود.[4]
- قسم الإسكان بإدارة الموارد البشرية بوزارة البلدية والبيئة بشارع تبوك.[4]

## البنية التحتية الصناعية

### محطة طاقة
تم افتتاح محطة كهرباء رأس أبو عبود عام 1963 بتكلفة مليار ريال قطري. كانت قدرتها 60 ميجاوات في عام 1970 ، وزاد التوسع في عام 1972 هذا إلى 90 ميجاوات. بعد عدة توسعات أخرى، بحلول عام 1976، زادت قدرتها إلى 102.5 ميجاوات.

### محطة تحلية
في عام 1983، تم استثمار أكثر من 50 مليون ريال قطري في محطة تحلية المياه وبلغ إنتاجها 11.5 مليون جالون يوميًا.

### قطر للبترول
قطر للبترول تتولى عملياتها في الدوحة انطلاقا من رأس أبو عبود.
تقع المرافق التالية لقطر للبترول في راس أبو عبود:
- مركز تدريب.[7]
- إدارة شئون البيئة بشارع راس أبو عبود.[4]
- دائرة تقنية المعلومات شارع راس أبو عبود.[4]
- مركز السجلات الفنية، إدارة خدمات مشاريع النفط والغاز، شارع راس أبو عبود.[4]
- مركز توزيع الدوحة في شارع راس أبو عبود.[4]
- إدارة شئون البيئة في شارع راس أبو عبود.[4]

## المواصلات
حاليا، يوجد يها محطة مترو راس أبو عبود تحت الأرض، فهي تعتبر جزءًا من الخط الذهبي لمترو الدوحة.
أنشئ ملعب مؤقت لكرة القدم يعرف بملعب 974 في رأس أبو عبود لاستضافة مباريات كأس العالم لكرة القدم 2022. يحمل الاستاد تصميم يتضمن حاويات شحن معاد تدويرها؛ صمم ليتم تفكيكه بعد انتهاء البطولة.

## التركيبة السكانية
| سنة  | تعداد سكاني |
| ---- | ----------- |
| 1986 | 2,338       |
| 1997 | 1969        |
| 2004 | 770         |
| 2010 | 0           |